# Camponotus nigrifrons
Camponotus nigrifrons é uma espécie de inseto do gênero Camponotus, pertencente à família Formicidae.